# Philyrophyllum
Philyrophyllum är ett släkte av korgblommiga växter. Philyrophyllum ingår i familjen korgblommiga växter.
Kladogram enligt Catalogue of Life:
| Philyrophyllum | \| \| Philyrophyllum brandbergense \| \| \| \| \| \| Philyrophyllum schinzii \| \| \| \| |
|                | \| \| Philyrophyllum brandbergense \| \| \| \| \| \| Philyrophyllum schinzii \| \| \| \| |
|                | Philyrophyllum brandbergense                                                             |
|                |                                                                                          |
|                | Philyrophyllum schinzii                                                                  |
|                |                                                                                          |